# Flavio Perlaza
Flavio Arturo Perlaza (Esmeraldas, 7 de octubre de 1952) es un exfutbolista ecuatoriano que jugaba de defensa y fue técnico interino de Barcelona SC.
Perlaza por sus apariciones en el área rival con gran técnica y mucha marca, marcó 18 goles en campeonatos ecuatorianos. 
En 1981 jugando para el Barcelona Sporting Club en un amistoso frente a Boca Juniors le anotó un gol a Hugo Gatti.

## Selección nacional
Ha sido internacional con la Selección de fútbol de Ecuador en 24 ocasiones marcando 1 gol entre 13 de junio de 1979 y 21 de marzo de 1985. 

### Participaciones internacionales
- Eliminatorias al Mundial España 1982 y México 19786.

## Palmarés

### Campeonatos nacionales
| Título                 | Club        | País    | Año  |
| ---------------------- | ----------- | ------- | ---- |
| Campeonato Ecuatoriano | El Nacional | Ecuador | 1976 |
| Campeonato Ecuatoriano | El Nacional | Ecuador | 1977 |
| Campeonato Ecuatoriano | El Nacional | Ecuador | 1978 |
| Campeonato Ecuatoriano | Barcelona   | Ecuador | 1980 |
| Campeonato Ecuatoriano | Barcelona   | Ecuador | 1981 |
| Campeonato Ecuatoriano | Barcelona   | Ecuador | 1985 |